# Личностный опросник Ганса Айзенка (EPI)
Личностный опросник Ганса Айзенка — это методика, направленная на изучение индивидуально-психологических черт личности.
Цель данной методики — выявление степени выраженности свойств, которые являются существенными компонентами личности: нейротизм, экстраверсия — интроверсия и психотизм. На сегодняшний день данная методика используется для выявления характеристик темперамента.

## История создания
Ганс Айзенк данную методику сформировал на основе своей факторной теории типов темперамента. Таким образом, он решил улучшить теории Кречмера и Юнга и объединил в своей методике их теории в общую систему координат.
Первой версией данной методики послужил личностный опросник MMQ.
MMQ (Maudsley Medical Questionnaire) — методика, которая была предложена в 1947 году. Предназначалась эта методика для диагностики нейротизма. Опросник включал 40 утверждений, с которыми респонденту предлагалось согласиться (да) или отказаться (нет).
Пункты утверждений подбирались из популярных, на тот момент, опросников. Ганс Айзенк опирался на описания клинических симптомов невротических заболеваний. MMQ стандартизовался на основе двух обследованных групп:
— «невротиков» (1000 человек)
— «нормальных» (1000 человек)
Ответы по каждому утверждению, которые были детально проанализированы, показали, что с помощью данной методики четко прослеживаются два типа невротических расстройств: истерические и дистимические. Г.Айзенк предположил, что ответы на утверждения в данном опроснике позволяют сделать заключение о месте респондента на шкале другого измерения личности — экстраверсии — интроверсии. В результате данный опросник в психодиагностических исследованиях использования не нашел.
Следующей версией опросника стал опросник MPI
MPI (Maudsley Personality Inventory) был опубликован в 1956 году. Данный опросник включает две шкалы: экстраверсия — интроверсия и нейротизм. Каждая шкала включала по 24 вопроса. Позже Г.Айзенк добавил 22 вопроса, формирующих шкалу искренности. В данном вопросе на каждое утверждение необходимо было выбрать из трех вариантов ответа: да, нет или не знаю, которые оценивались 2, 0 или 1 соответствующе. Данный опросник на практике показал существенные различия между результатами и теоретическими прогнозами исследователя.
Третьей стал личностный опросник EPI
EPI (Eysenck Personality Inventory) был опубликован в 1963 году. Данный опросник содержит 57 вопросов: 24 — шкала экстарверсии — интроверсии, 24 — шкала нейротизма и 9 вопросов составляют шкалу социальной желательности исследуемого, его отношение к исследования и достоверности результатов.
Г.Айзенк создал две версии данного опросника А и В. Эти версии отличаются лишь текстом и остальное в них аналогично. Такое существование двух форм версий опросника дает исследователю возможность провести повторное исследование.
Данная версия опросника является самой распространенной среди исследователей такого процесса, как темперамент.
В России опросник был адаптирован А. Г. Шмелевым.
Четвертой версией является опросник EPQ
Данная версия опросника является результатом дальнейших исследований Ганса и Сибиллы Айзенк. Данный опросник был создан в 1968 году. Основой для данного опросника стала модель авторов PEN — Psychoticism, Extraversion, and Neuroticism (психотизм, экстраверсия и нейротизм). В данном опроснике добавилась третья шкала — психотизм. Опросник состоит из 91 утверждения.

## Теоретическая основа
Г. Айзенк анализировал материалы обследования 700 солдат-невротиков. Его анализ выявил, что всю совокупность свойств человека можно представить посредством 2 основных факторов: экстраверсия — интроверсия и нейротизм.
Первый фактор представляет свойство индивидуально-психологического процесса человека, крайние полюса которой соответствуют ориентации личности на внешний мир объектов — экстраверсия или на внутренний мир — интроверсия. Если говорить об экстравертах, то им свойственны коммуникативность, импульсивность, гибкость поведения, инициативность и высокая социальная приспособляемость. Интроверты же, наоборот, необщительны, социально пассивны, склонны к самоанализу и имеют трудности в социальной адаптации.
Второй фактор — нейротизм. Данный фактор описывает состояние, которое характеризует эмоциональную устойчивость, уровень тревожности и самоуважения. Фактор этот также имеет два полюса и образует шкалу, на одном полюсе которого находятся люди эмоционально устойчивые люди, которые характеризуются зрелостью и хорошей адаптированностью, а на другом — эмоционально неустойчивый и плохо адаптированный тип. Большое количество людей находятся ближе к середине, так называемый усредненный результат.
Пересечение этих 2 типов шкал характеристик позволяет получить результат типа темперамента.

## Описание шкал

### Экстраверсия — интроверсия
Если описывать типичного экстраверта, то можно охарактеризовать его как общительного и открытого. Такой человек имеет широкий круг знакомств, нуждающийся в контактах и общении. Он действует под влиянием момента, импульсивный, вспыльчивый, беззаботный, оптимистичный, добродушный. Предпочитает действовать, имеет склонность к агрессивным действиям. Эмоции контролировать может не всегда, склонен к рискованным поступкам.
Типичный интроверт — это спокойный, застенчивый, склонный к самоанализу. Сдержан и отдален от всех, кроме близких друзей. Планирует и обдумывает свои действия заранее, не склонен к внезапным побуждениям, принимает решения осознанно. Контролирует свои чувства, нелегко вывести из себя. Пессимистичен, высоко ценит нравственные нормы.

### Нейротизм
Характеризует эмоциональную стабильность. Нейротизм связан с процессом лабильности нервной системы. Эмоциональная стабильность — черта, которая характеризует сохранение устойчивого поведения, устойчивость в обычных и стрессовых ситуациях. Низкий уровень нейротизма выражается зрелостью, отличной адаптацией, отсутствием беспокойства, а также склонностью к открытости и общительности. Высокий уровень нейротизма выражается в чрезвычайной нервности, неустойчивости, плохой адаптации, склонности к быстрой смене настроений, чувству тревожности, озабоченности, рассеянности внимания, неустойчивости в стрессовых ситуациях. Высокий уровень показывает чрезмерную эмоциональность, импульсивность, изменчивость интересов, неуверенность в себе, впечатлительность, склонность к вспышкам раздражительности. Личность с высоким уровнем нейротизма характеризуется чрезмерно сильными реакциями по отношению к вызывающим у них ситуациям. У людей с таким показателем может в стрессовых ситуациях развиваться невроз
Результаты по данной методике рассчитываются из совокупности баллов по обоим шкалам с помощью оси координат. По горизонтали ось Х — шкала экстраверсии — интроверсии, а по вертикали шкала Y — нейротизм
Шкала социальной желательности
Данная шкала выявляет степень искренности человека по отношению достоверности результатов. Если баллы по шкале достаточно высокие, это говорит о том, что человек неискренен в ответах на утверждения в вопроснике и результаты считаются недостоверными.

## Области применения методики
На сегодняшний день данная методика Ганса Айзенка весьма распространена во всех областях психологии. Существуют варианты методики EPI, которые позволяют исследовать типы темперамента у детей и подростков. Чаще всего данный опросник используется в целях исследования личности в целом, а также, в таких областях, как профориентация, психодиагностика, медицинская психология и т. д.